# شاعری (فیلم)
شاعری (انگلیسی: Poetry) یک فیلم درام به کارگردانی لی چانگ-دونگ است که در سال ۲۰۱۰ منتشر شد. از بازیگران آن می‌توان به یون جونگ-هی اشاره کرد.
این فیلم دربارهٔ زنی در دههٔ ۶۰ زندگی و مبتلا به بیماری آلزایمر است که به شعر و شاعری علاقه‌مند می‌شود.
این فیلم برندهٔ جایزهٔ بهترین فیلم‌نامه در جشنواره فیلم کن ۲۰۱۰ شد و همچنین جایزه ناقوس بزرگ (بهترین فیلم و بهترین بازیگر زن)، جایزه فیلم اژدهای آبی (بهترین بازیگر زن) و «جایزهٔ انجمن منتقدان فیلم لس آنجلس برای بهترین هنرپیشه زن» را نیز از آنِ خود کرد.

## داستان
زنی هفتاد ساله در مراحل اولیه بیماری آلزایمر متوجه جنایت فجیعی می‌شود که توسط یکی از اعضای خانواده‌اش انجام شده. او با ثبت نام در کلاس شعر هدف تازه‌ای را در زندگی پیدا می‌کند.